# Retzwiller
Retzwiller é uma comuna francesa na região administrativa de Grande Leste, no departamento Alto Reno. Estende-se por uma área de 4,11 km². Em 2010 a comuna tinha 716 habitantes (densidade: 174,2 hab./km²).